# Marinus Ier de Naples
Marinus Ier de Naples (né après 888 mort en mai/juin 928) fut duc de Naples de 919 à sa mort. 
Marinus ou Marin est le second fils de Grégoire IV et successeur de son frère Jean II. Selon le  Chronicon ducum et principum Beneventi, Salerni, et Capuae et ducum Neapolis qui le nomme  Marianus il règne huit ans, neuf mois, et quinze jours. D'une épouse inconnue il laisse trois enfants :
- Jean III ;
- Maru (?) épouse un certain Sergius ;
- Anonyme épouse un certain Grégorius.

Marinus a comme successeur son fils Jean III.

## Sources
- Jules Gay L'Italie méridionale et l'empire Byzantin: Livre II. Burt Franklin: New York, 1904.
- Venance Grumel Traité d'Études byzantines La Chronologie I Presses Universitaires de France, Paris 1956 « Duc de Naples » p. 424.